# Иванов, Виталий Петрович (историк)
Виталий Петрович Иванов (род. 3 июня 1952, Вишневка, Башкирская АССР) — российский историк и этнограф, региональный государственный деятель; доктор исторических наук (2005). 
Министр культуры и по делам национальностей Чувашской Республики (1993—1996).

## Биография
Родился 3 июня 1952 года в посёлке Вишнёвка Бижбулякского района Башкирской АССР.
В 1976 году окончил историко-филологический факультет Чувашского государственного университета и в 1980 году — аспирантуру Института этнографии АН СССР. Защитил кандидатскую диссертацию «Современная чувашская городская семья: на материалах исследования семей городских рабочих Чувашской АССР» (1981).
В 1981—1992 годах — учёный секретарь, заведующий отделом археологии и этнографии, заместитель директора по научной работе. В 1997 году стал ведущим научным сотрудником, в 2006—2015 годах — главный научный сотрудник, с 2013 — заведующий отделом этнологии и социальных исследований Чувашского государственного института гуманитарных наук.
В 1993—1996 работал министром культуры и по делам национальностей Чувашской Республики.
Докторскую диссертацию защитил в 2005 году на тему «Расселение и численность чувашей в России: историческая динамика и региональные особенности».
В настоящее время — директор Фонда историко-культурологических исследований им. К. В. Иванова.

## Награды
- Медаль ордена «За заслуги перед Отечеством» 2-й степени,

- Заслуженный деятель науки Чувашской Республики (2008).
- Лауреат Государственной премии Чувашской Республики в области науки и техники (2001),
- Лауреат Государственной премии Чувашской Республики в области литературы и искусства (2006).
- Медаль ордена  «За заслуги перед Чувашской Республикой»[2][3].

## Научные труды
- Чуваши: этническая история и традиционная культура. М., 2000 (в соавт.);
- Чувашский костюм от древности до современности. М.; Ч.; Оренбург, 2002 (в соавт.);
- Этническая география чувашского народа: историческая динамика численности и региональные особенности расселения. Ч., 2005;
- Чуваши: история и культура. В 2-х томах. Ч., 2009 (в соавт.);
- Этническая история чувашского народа. Ч., 2010;
- Образование Чувашской автономии: предпосылки, проекты, этапы. Ч., 2010 (в соавт.);
- История этнографии чувашского народа. Ч., 2011; Чувашская Республика: социокультурный портрет. Ч., 2011;
- Чуваши Присвияжья: история и культура. Ч., 2015 (в соавт.).